# 迪尤爾冰原島峰

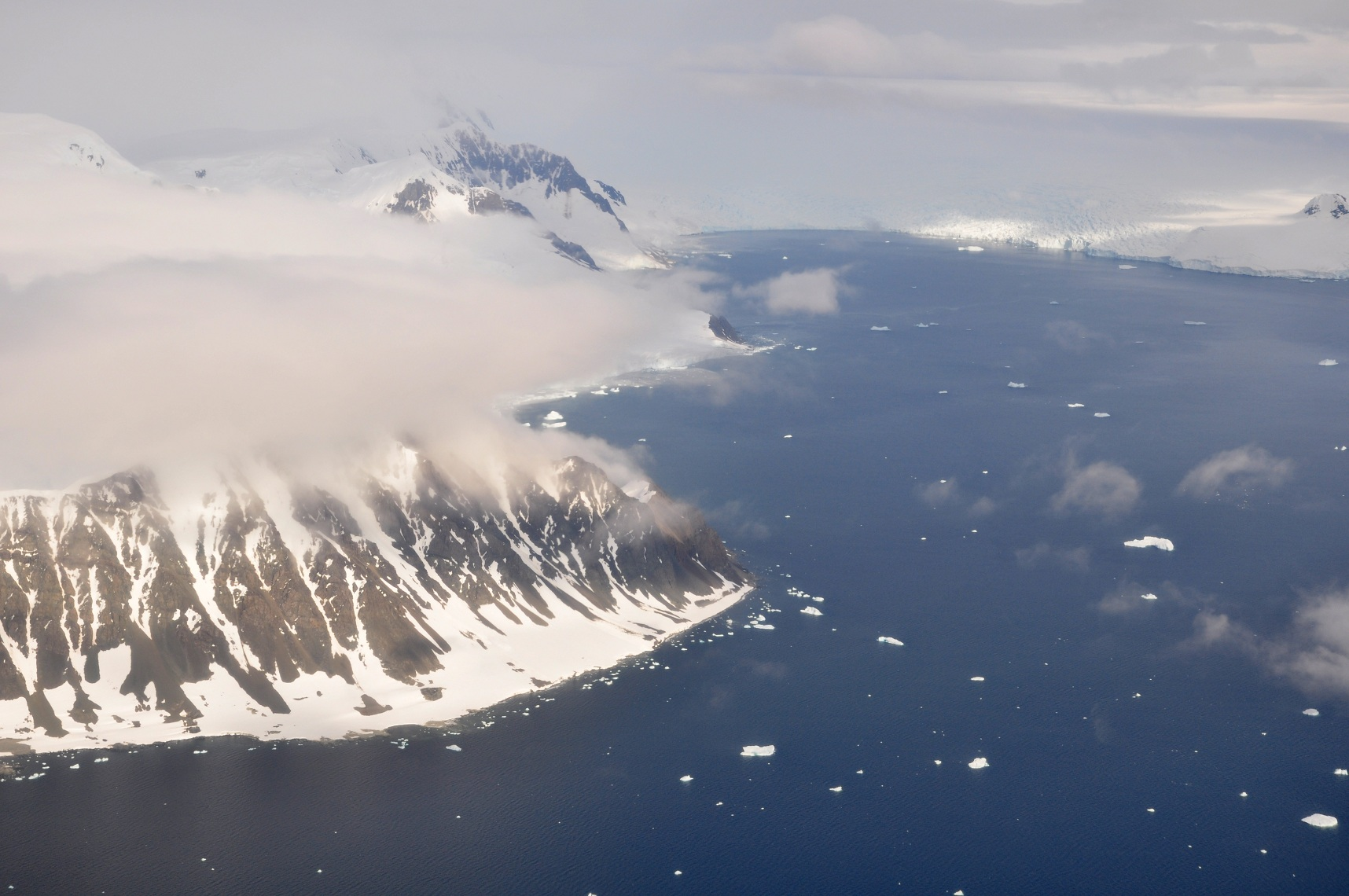

67°20′S 68°15′W / 67.333°S 68.250°W
迪尤爾冰原島峰（英語：Dewar Nunatak），是南極洲的冰原島峰，位於葛拉漢地的阿德萊德島東岸，海拔高度520米，以英國研究隊的地質學家命名，現時由南極條約體系管理。